# Vorerzgebirgs-Senke

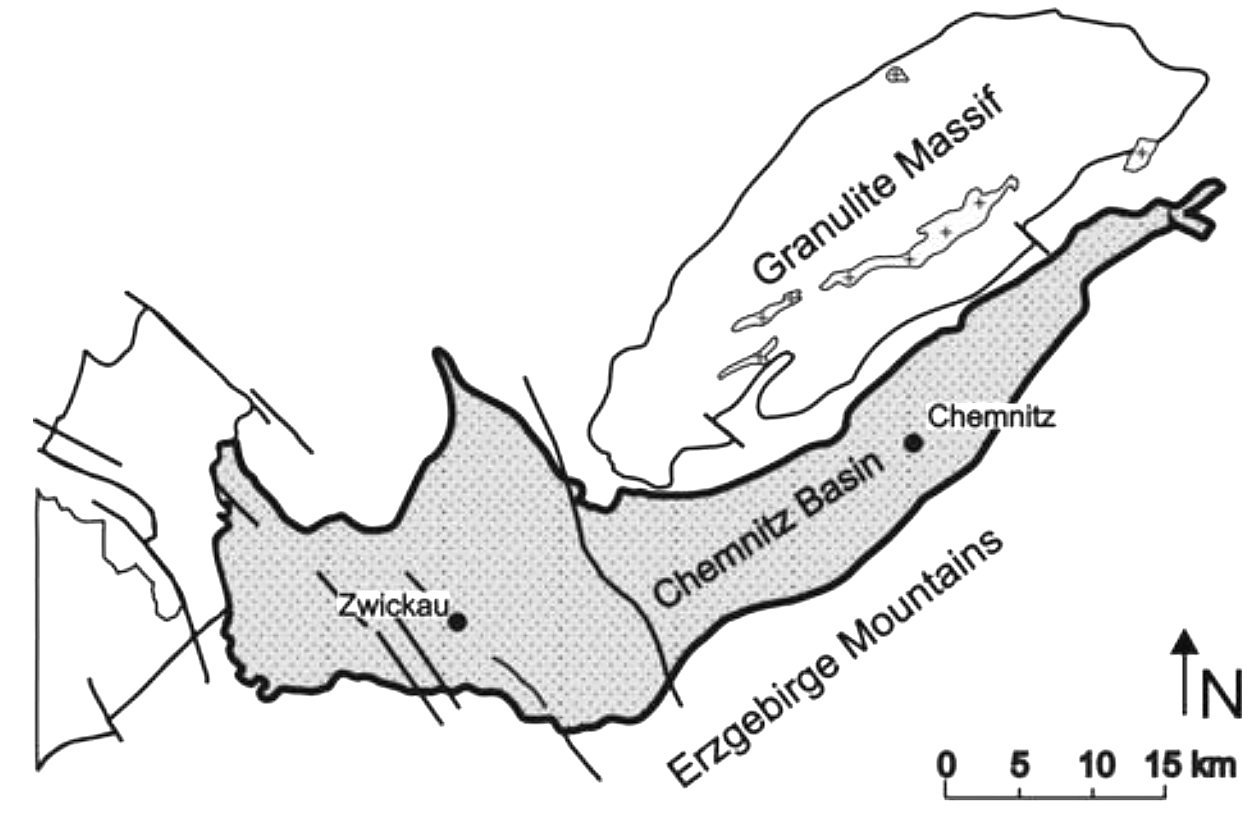
Stark vereinfachte geologische Karte mit der Vorerzgebirgs-Senke („Chemnitz Basin“, grau-gepunktet) und Umriss des nördlich benachbarten Sächsischen Granulitgebirges („Granulite Massif“).

Die Vorerzgebirgs-Senke (auch Vorerzgebirgs-Becken, Erzgebirgisches Becken, Erzgebirge-Becken, Werdau-Hainicher Trog oder auch Chemnitz-Becken genannt) ist ein intramontanes, fossiles Sedimentbecken in Sachsen und Thüringen, das im Karbon und Perm nördlich des variskisch konsolidierten „Ur-Erzgebirges“ entstanden ist. Es enthält diskontinuierlich Ablagerungen des höchsten Unterkarbons bis zum Oberrotliegend II.

## Lage
Die Vorerzgebirgs-Senke ist ein Südwest-Nordost streichendes, ca. 70 × 30 km großes fossiles Ablagerungsbecken, das in etwa begrenzt wird durch die Orte Hainichen im Osten, Oelsnitz und Zwickau im Süden, Werdau und Crimmitschau im Westen sowie Hohenstein-Ernstthal, Glauchau und Altenburg im Norden. Es liegt damit zum größten Teil im Freistaat Sachsen und zieht sich im Westen in kleinen Teilen bis nach Thüringen hinein.

## Geologie
Die Vorerzgebirgs-Senke in ihrer Gesamtheit ist ein im Unterperm angelegtes intramontanes Ablagerungsbecken, das Erosionsrelikte von vier älteren, unter- bis oberkarbonisch angelegten, kleineren Senken enthält (Hainichen-, Flöha-, Zwickau- und Oelsnitz-Teilsenke), wobei die unterkarbonisch angelegte Hainichen-Teilsenke eine Sonderstellung einnimmt. Die oberkarbonischen Senken innerhalb der Vorerzgebirgs-Senke tieften sich postorogen in die variskischen Decken ein, wurden im Westfalium aufgefüllt und anschließend im Stefanium z. T. wieder abgetragen, bevor sich im Unterperm die eigentliche, größere Vorerzgebirgs-Senke eintiefte. Die Rotliegend-Sedimente liegen damit nicht nur auf diesen älteren unter- und oberkarbonischen Erosionsrelikten, sondern greifen auch auf die älteren Schichten des variskisch konsolidierten Untergrunds über. Die Sedimentation endet mit marinem und nichtmarinem Zechstein, je nach Position innerhalb des Beckens. Tektonisch gesehen handelt es sich um ein asymmetrisches Becken, das entlang einer Störung am Nordrand seine größte Mächtigkeit im nördlichen Teil hat. Das Becken bildet heute eine sehr flache Muldenstruktur.

### Hainichen-Teilsenke
Die Hainichen-Teilsenke im Nordosten der Vorerzgebirgs-Senke enthält „molassoides“ Unterkarbon (Hainichen-Subgruppe) mit früher abgebauten Steinkohleflözen und Sand- und Tonvorkommen (Sandgruben und Ziegeleien). In der Literatur wird sie z. T. auch noch weiter in Borna-Ebersdorf- und Berthelsdorf-Hainichen-Teilsenken untergliedert. Die Basis der Hainichen-Subgruppe (Viseum) ist, da wo sie aufgeschlossen oder erbohrt ist, im tektonischen Kontakt zum variskisch konsolidierten Untergrund. Die Gesamtmächtigkeit ist nicht genau bekannt, da die tiefste Bohrung noch in der unteren Ortelsdorf-Formation beendet wurde. Sie beträgt jedoch über 1000 m. Der obere Abschluss der karbonischen Sedimente ist erosiv abgeschnitten und von jüngeren Sedimenten des Westfaliums oder Rotliegend überlagert. Lithostratigraphisch werden innerhalb der Hainichen-Subgruppe zwei Formationen ausgehalten:
- Hainichen-Subgruppe
  - Berthelsdorf-Formation
  - Ortelsdorf-Formation

### Flöha-Teilsenke
Die Flöha-Teilsenke ist ein etwa 11 × 3 km großes, störungsbegrenztes Becken, das im Kreuzungsbereich der NW-SO streichenden Flöha-Zone und der NO-SW verlaufenden Detachment-Zone zwischen Erzgebirge und Granulitgebirge entstanden ist. Im Nordwesten des Teilbeckens liegt die basale Flöha-Formation winkeldiskordant auf Ablagerungen der unterkarbonischen Hainichen-Subgruppe. Die Flöha-Formation ist erosiv gekappt, darüber lagern winkeldiskordant die Ablagerungen der unterpermischen Härtensdorf-Formation.

### Zwickau-Teilsenke

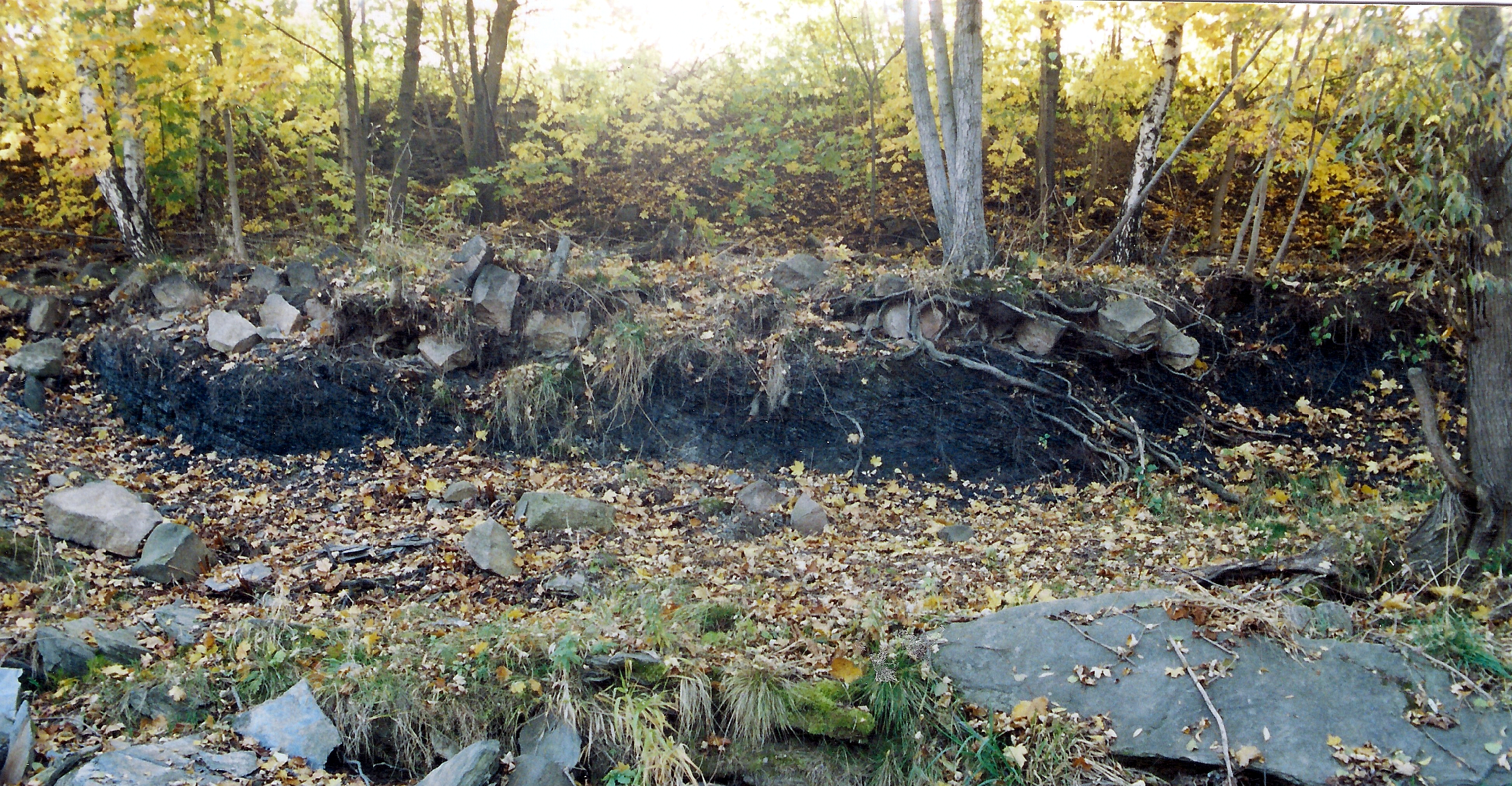
Ausbiss des Rußkohlenflözes des Oberkarbons von Zwickau-Cainsdorf (Zwickau-Formation, Marienthal-Pöhlau-Subformation)

Die zusammen eine Größe von 6 × 30 km einnehmenden Teilsenken von Zwickau und Oelsnitz entstanden im Westfalium C/D im Kreuzungsbereich von größeren Störungszonen, der NW-SO verlaufenden Gera-Jáchymov-Zone, der SW-NO-verlaufenden Detachment-Zone von Erzgebirge und Granulitgebirge und der Nord-Süd-verlaufenden Plauen-Leipzig-Dessau-Zone. In der Zwickau-Teilsenke liegen die Westfalium-Sedimente diskordant auf variskisch konsolidiertem Grundgebirge. Die karbonischen Sedimente werden wiederum erosionsdiskordant, unter Fehlen des gesamten Stefaniums, durch Sedimente des Unterrotliegend überlagert. Lithostratigraphisch wird eine Formation mit drei Subformationen unterschieden:
- Zwickau-Formation
  - Oberhohndorf-Subformation
  - Marienthal-Pöhlau-Subformation
  - Schedewitz-Subformation

Die karbonischen Schichten der Zwickau-Teilsenke sind insgesamt ca. 350 m mächtig und enthalten 20 Kohleflöze.

### Oelsnitz-Teilsenke
Die ca. 200 m mächtige Sedimentabfolge in der Oelsnitz-Teilsenke wird in Berger u. a. (2010) formell lithostratigraphisch zu einer Formation mit vier Subformationen gegliedert:
- Oelsnitz-Formation
  - Neuflöz-Subformation
  - Hoffnungflöz-Subformation
  - Hauptflöz-Subformation
  - Lugau-Subformation

Die Westfalium-Ablagerungen in der Oelsnitz-Teilsenke enthalten 13 Kohleflöze.

### Gliederung der Schichten des Rotliegend

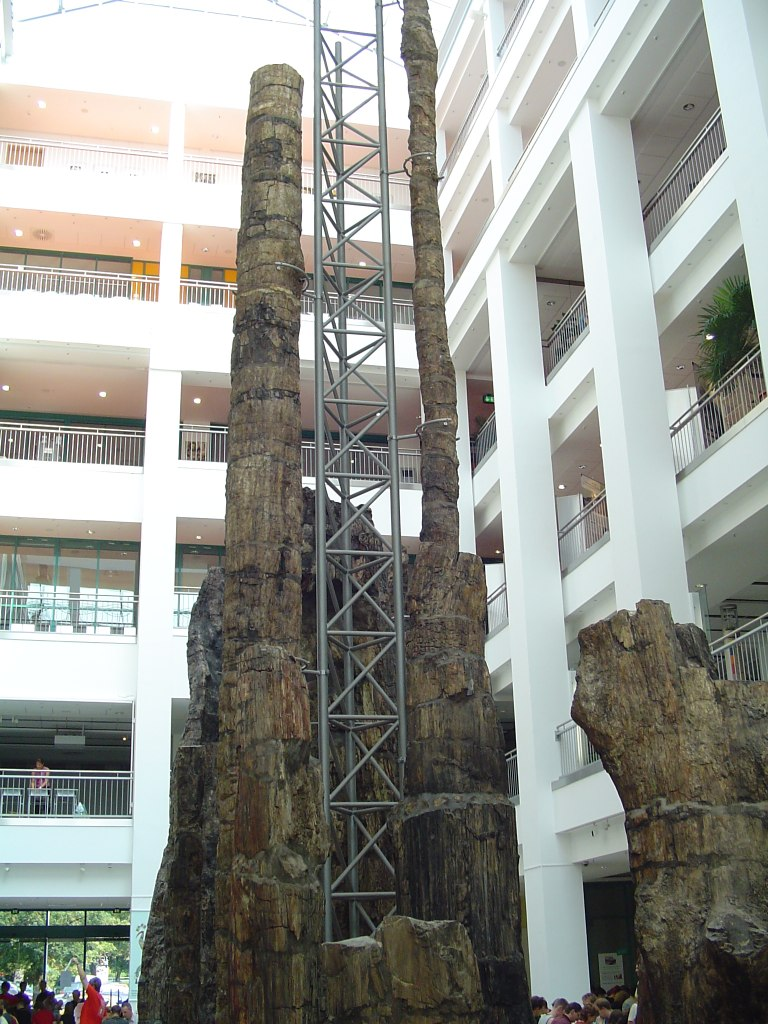
Verkieselte Stämme aus dem Zeisigwald-Tuff der Leukersdorf-Formation, ausgestellt im Museum für Naturkunde Chemnitz (Lichthof DAStietz).

Die Rotliegend-Abfolge ist dominiert von vulkanischen pyroklastischen Ablagerungen und untergeordnet auch Laven. Die zwischengeschalteten terrestrischen Sedimente zeigen den Wechsel von feuchten humiden Verhältnissen im Unterrotliegend zu einem trocken ariden Klima im Oberrotliegend.
- Rotliegend (von unten nach oben entsprechend der stratigraphischen Lagerung)
  - Mülsen-Formation
  - Leukersdorf-Formation
  - Planitz-Formation
  - Härtensdorf-Formation

Die Rotliegend-Sedimente besitzen eine additive Mächtigkeit von über 2000 m.
Der Zeisigwald-Tuff (Hilbersdorfer Porphyrtuff) der Leukersdorf-Formation des Unterrotliegend, der auf einen Pyroklastischen Strom zurückgeht, enthält den berühmten „Versteinerten Wald“ von Chemnitz mit zahlreichen verkieselten Stämmen von u. a. Baumfarnen, Riesenschachtelhalmen, Koniferen und Cordaiten.

## Wirtschaftliche Bedeutung und diesbezügliche Forschungen

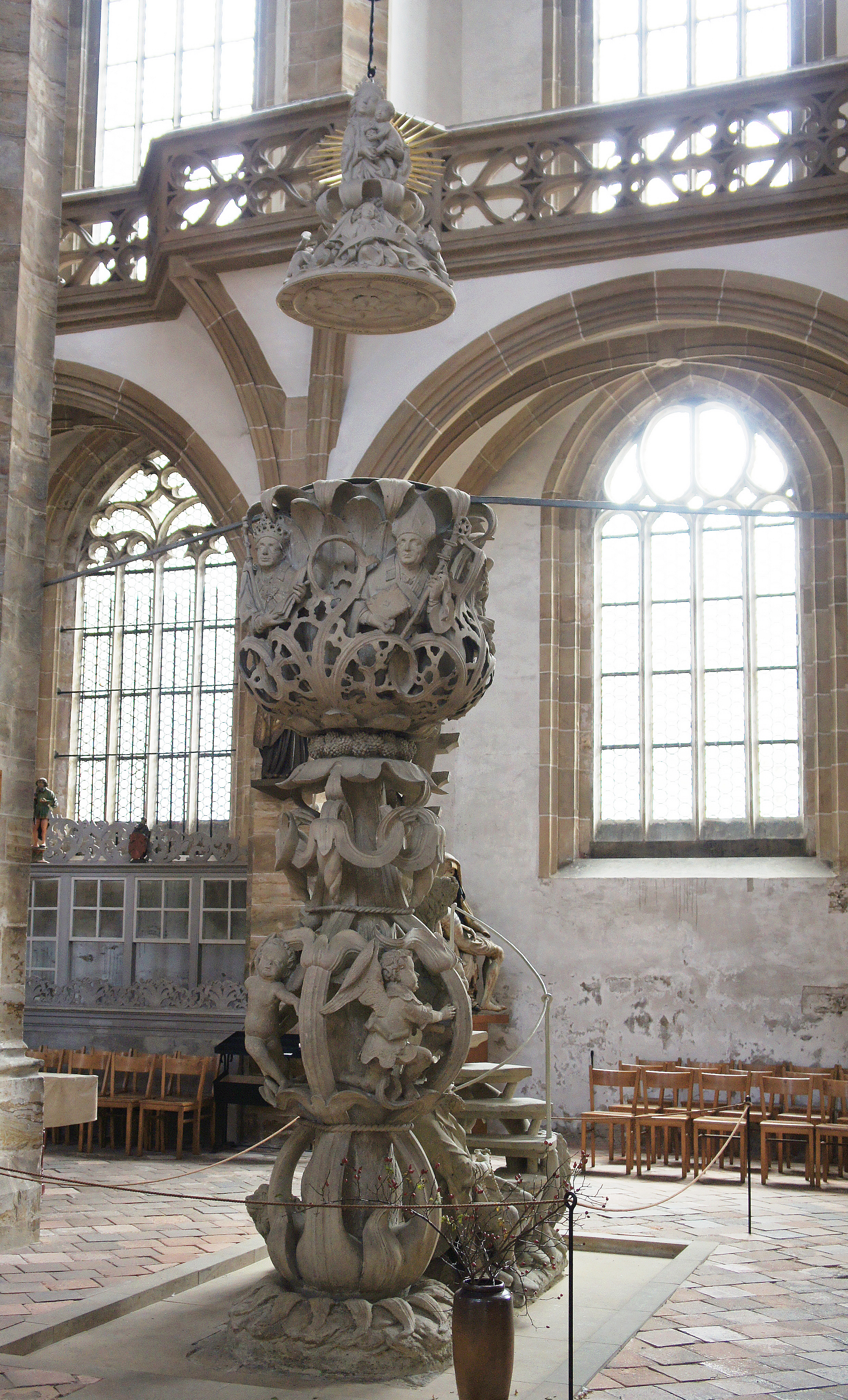
Tulpenkanzel im Freiberger Dom

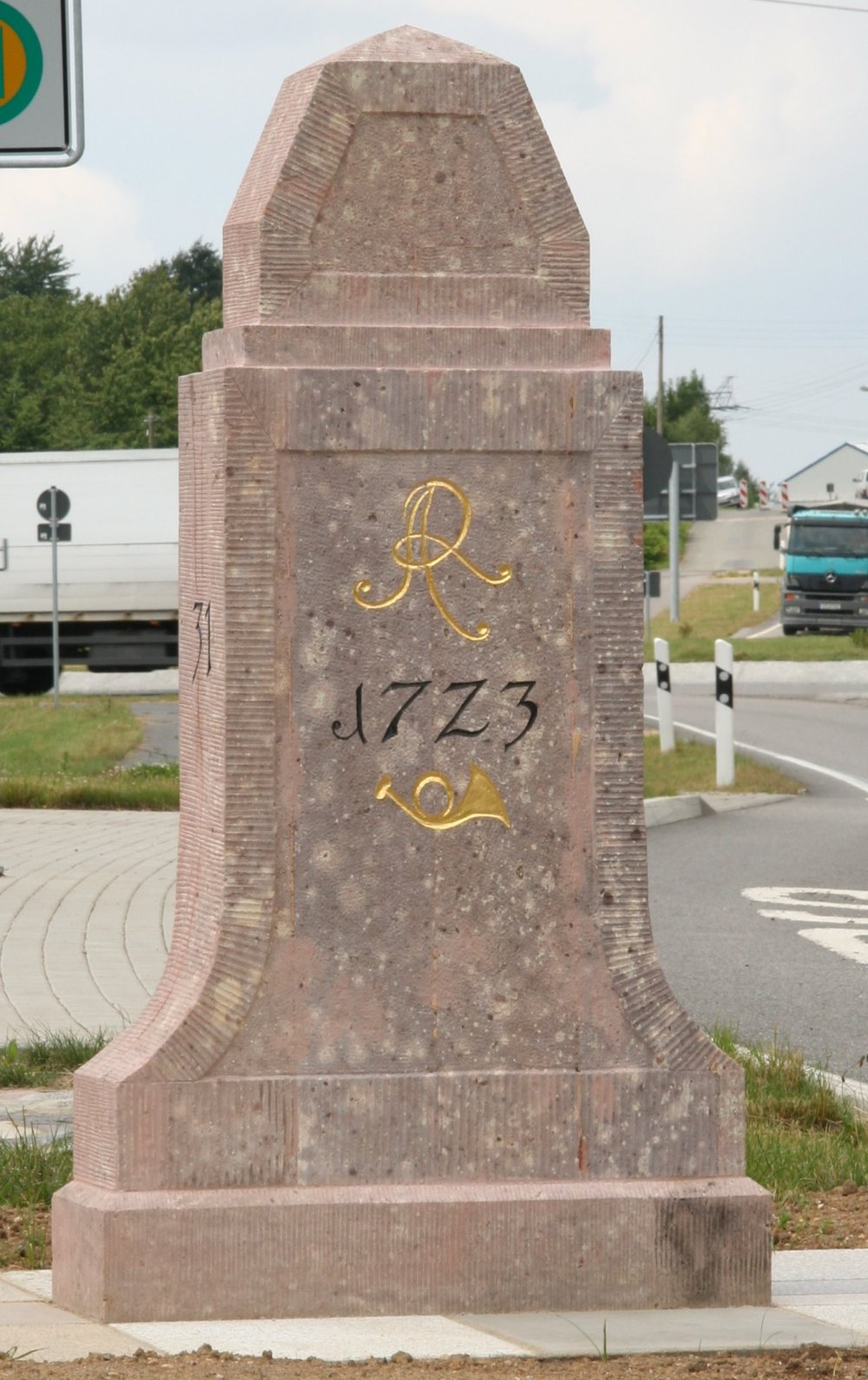
Viertelmeilenstein aus Zeisigwald-Tuff in Chemnitz-Röhrsdorf

Die Vorerzgebirgssenke hatte vor allem wegen der in den Zwickau- und Oelsnitzer-Teilsenken enthaltenen Steinkohlenflöze große wirtschaftliche Bedeutung. Verstärkter Bergbau wurde in der Zwickauer Teilsenke ab 1830 betrieben (bis 1978), in der Oelsnitzer Teilsenke von 1844 bis 1971. Insgesamt wurden aus den beiden Teilsenken ca. 350 Millionen Tonnen Steinkohle gewonnen. Der Kohleabbau in der Zwickauer Teilsenke ist seit dem 14. Jahrhundert dokumentiert.
Der industriellen Kohleförderung ging die erste systematische geologische Kartierung Sachsens voraus. Abraham Gottlob Werner hatte 1786 auf die Vorteilhaftigkeit einer landesweiten Rohstoffprospektion verwiesen. Der sächsische Kurfürst beauftragte Werner im Jahre 1791 mit der Ausführung dieser Aufnahmearbeiten, da das Oberbergamt bereits 1788 zur Suche nach Steinkohlenvorkommen aufgefordert worden war. Werner weitete den Untersuchungsauftrag zur landesweiten geologischen Kartierung in 107 Sektionen aus, konnte sie jedoch zusammen mit seinen Schülern von der Bergakademie Freiberg bis zu seinem Tode im Jahr 1817 nicht vollständig ausführen. Diese erste moderne geologische Landesaufnahme widmete sich den Kohlelagerstätten in besonderer Weise und übte auf die Entwicklung des neuzeitlichen Kohlebergbaus in der Region der Vorerzgebirgssenke einen maßgeblich fördernden Einfluss aus. Im Rahmen der erneuten geologischen Kartierung ab 1835 durch Bernhard Cotta und Carl Friedrich Naumann vertieften sich die wirtschaftlich verwertbaren Kenntnisse über die Kohlelagerstätten.
Die Tuffsteinbrüche des größtenteils im Chemnitzer Stadtteil Hilbersdorf gelegenen Zeisigwaldes (überwiegend Leukersdorf-Formation, Perm) sowie am Gückelsberg (Flöha-Formation, Oberkarbon) in Flöha lieferten über mehrere Jahrhunderte in die nähere und weitere Region von Chemnitz große Mengen an Naturwerkstein. Die historische Architektur und Bausubstanz der Stadt Chemnitz ist in besonderer Weise von diesem Gestein geprägt worden. Das denkmaltopographisch und künstlerisch bekannteste Objekt aus dem Hilbersdorfer Porphyrtuff (oder Zeisigwald-Tuff) der Leukersdorf-Formation ist jedoch die Tulpenkanzel im Freiberger Dom. Die in Chemnitz aus dem Zeisigwald-Tuff und umgebenden Schichten geborgenen fossilen Pflanzen und Tierreste haben einen hohen wissenschaftlichen und als Ausstellungsstücke zudem einen hohen touristischen Wert.
Von lokalem Interesse waren auch die Sand- und Tonstein-Vorkommen der Berthelsdorf-Formation (Unterkarbon) der Hainichen-Teilsenke, die bis Mitte des 20. Jahrhunderts abgebaut wurden.